# آتش‌به‌پاکردن (ترانه کشا)
آتش‌به‌پاکردن (انگلیسی: Raising Hell) ترانه‌ای از خواننده آمریکایی کشا با همراهی موسیقی‌دان آمریکایی بیگ فریدیا است. این ترانه در ۲۴ اکتبر ۲۰۱۹ به‌عنوان تک‌آهنگ لید برای چهارمین آلبوم استودیویی کشا، جاده بلند منتشر شد.

## اجرای زنده
کشا و بیگ فریدیا در ۲۸ اکتبر ۲۰۱۹ این ترانه را برای اولین بار در جیمی کیمل لایو! اجرا کردند. همچنین این دو خواننده این ترانه را با «تیک تاک» در جوایز موسیقی آمریکا ۲۰۱۹ اجرا کردند.